# Hydatophylax formosus
Hydatophylax formosus är en nattsländeart som beskrevs av Schmid 1965. Hydatophylax formosus ingår i släktet Hydatophylax och familjen husmasknattsländor. Inga underarter finns listade i Catalogue of Life.